# Hosabettu
Hosabettu is een census town in het district Kasaragod van de Indiase staat Kerala. 

## Demografie
Volgens de Indiase volkstelling van 2001 wonen er 5916 mensen in Hosabettu, waarvan 49% mannelijk en 51% vrouwelijk is. De plaats heeft een alfabetiseringsgraad van 74%. 